# Клод Ледю
Клод Ледю (на френски: Claude Laydu) е швейцарски актьор, работил през по-голямата част от живота си във Франция.

## Биография
Роден е на 10 март 1927 година в Брюксел, а през 1947 година се премества в Париж. Първоначално работи като комик. Получава по-широка известност с главната роля във филма „Дневникът на един селски свещеник“ (Journal d'un curé de campagne, 1951) на Робер Бресон. През 1962 година той създава поредицата „Лека нощ, деца“ (Bonne nuit les petits), в която е продуцент и изпълнява главната роля на разказвача на приказки до нейното закриване през 1997 година.
Клод Ледю умира на 29 юли 2011 година в Маси.

## Избрана филмография
| Година | Филм                              | Оригинално заглавие           | Роля                   | Режисьор     |
| ------ | --------------------------------- | ----------------------------- | ---------------------- | ------------ |
| 1951   | Дневникът на един селски свещеник | Journal d'un curé de campagne | Свещеникът на Амбрикур | Робер Бресон |